# ディマロ・ジェシカ・ワリエビモ・エレ
ディマロ・ジェシカ・ワリエビモ・エレ（Dimaro Jessica Wariebimo Ere、2005年7月19日 - ）は、ナイジェリアの女子バスケットボール選手である。ポジションはセンター。Wリーグのトヨタ紡織サンシャインラビッツ所属。

## 来歴
京都精華学園中・高校に留学し、中学ではジュニアウインターカップ準優勝、高校ではインターハイ・ウインターカップ、U18トップリーグの三冠を経験。
2023年12月、トヨタ紡織サンシャインラビッツにアーリーエントリー登録。